# Справа про рюкзаки Авакова
Справа про «рюкзаки Авакова» — корупційний скандал довкола Міністра внутрішніх справ України Арсена Авакова та його сина Олександра Авакова.

## Подробиці
У лютому 2015 року Міністерство внутрішніх справ України (МВС) уклало договори з ТОВ «Дніпровенд» про закупівлю 5 тисяч рюкзаків вартістю 14,49 мільйона гривень (2898 грн за штуку) та з ФОП Плигачов про закупівлю 1 тис. рюкзаків вартістю 2,1 млн гривень (2100 грн за штуку).
На момент перемоги у тендері на виготовлення рюкзаків у самому МВС уже майже рік тривало розслідування діяльності «Дніпровенд» як конвертаційного центру, що не завадило чиновникам переказати цій юридичній особі бюджетні кошти.
У червні 2015 року вийшов репортаж Романа Бочкали про те, що рюкзаки було придбано за завищеними цінами через підприємства, підконтрольні родині Арсена Авакова.

## Кримінальне провадження
В липні 2015 року Генеральною прокуратурою України було відкрито кримінальне провадження за цією справою. Тодішній генпрокурор Віктор Шокін передав його за підслідністю військовій прокуратурі, а від квітня 2016 ГПУ передала справу Національному антикорупційному бюро України (НАБУ).
У лютому 2016 з'явилося відео з прихованої камери, на якому особа схожа на Олександра Авакова, сина Міністра внутрішніх справ Арсена Авакова, імовірно, домовлявся з екс-заступником голови МВС Сергієм Чеботарем про поставку рюкзаків для підрозділів міністерства. Чеботар до травня 2015 року відповідав у МВС за держзакупівлі. Приховані зйомки у його кабінеті проводила Служба безпеки України (СБУ) на прохання військової прокуратури в рамках провадження про корупцію в МВС. Журналісти програми «Схеми: корупція в деталях» вказують, що подібний інформаційний «злив» був імовірним у контексті тогочасного політичного протистояння між командами Президента та прем'єра, тому відео, імовірно, є справжнім (особливо зважаючи на його подібність із попереднім автентичним відео із того ж кабінету).
У лютому 2016 журналіст-розслідувач Дмитро Гнап виявив, що контактний телефон ТОВ «Дніпровенд» належить харків'янину Володимиру Литвину, який є другом Олександра Авакова, а також є власником фірми з пошиття одягу.
Навесні 2016 року НАБУ у рамках досудового розслідування отримало доступ до банківських рахунків компанії-постачальника тактичних рюкзаків для МВС «Дніпровенд». В ухвалі сказано, що детектив НАБУ звернувся з клопотанням до суду, в якому просив надати дозвіл на тимчасовий доступ до документів та рахунків, які знаходяться у володінні ПАТ «Комерційний Банк „Преміум“» і куди було переведено на два рахунки 1,4 та 2,3 мільйона гривень.
У січні 2017 року НАБУ спрямувало перший проект підозри на погодження до керівника Спеціалізованої антикорупційної прокуратури (САП) Назара Холодницького. У лютому 2017 року у НАБУ повідомили, що ця справа перебуває на завершальній стадії розслідування. Проте Холодницький, за інформацією «Української правди», не давав справи в хід до осені бо вимагав від НАБУ підозри на ширше коло осіб та з міцнішими доказами. 13 жовтня 2017 НАБУ надали Холодницькому підозри на трьох осіб, які той врешті підписав 30 жовтня.
31 жовтня 2017 року детективи НАБУ під процесуальним керівництвом прокурорів САП провели обшуки у Олександра Авакова. На «захист» Авакова-молодшого прибули тітушки й бійці спецроти МВС «Харків-1».
В результаті обшуків було затримано трьох осіб в порядку ст. 208 Кримінального процесуального кодексу України. Правопорушення кваліфіковано за ч. 5 ст. 191 Кримінального кодексу України («Привласнення, розтрата майна або заволодіння ним шляхом зловживання службовим становищем»).
За даними журналістів, затриманими у справі стали Сергій Чеботар, Олександр Аваков та Володимир Литвин.
1 листопада Солом'янський районний суд міста Києва відпустив Олександра Авакова під особисте зобов'язання та зобов'язав одягнути електронний браслет, однак до 3 листопада поліція не передала НАБУ електронний браслет для виконання рішення суду (у той час як НАБУ не має права закуповувати такі браслети). 7 листопада стало відомо, що Олександр Аваков таки вдягнув електронний браслет.
Прокурор Олександр Снєгірьов зазначав, що підрозділи Національної поліції і Нацгвардії, підпорядковані Арсену Авакову, перешкоджали проведенню обшуку у квартирі його сина в Харкові.
4 квітня 2018 року Національне антикорупційне бюро України повідомило про завершення розслідування і відкрило матеріали кримінального провадження для ознайомлення.
12 липня керівник САП Назар Холодницький повідомив інтернет-виданню «Українська правда», що САП закрила справу, в якій фігурували О.Аваков та С.Чеботар. [Архівовано 12 липня 2018 у Wayback Machine.]
23 серпня Солом'янський суд Києва скасував арешт квартир, двох машиномісць та акцій Олександра Авакова. 30 серпня Солом'янський суд Києва повернув Центру протидії корупції скаргу на закриття «справи рюкзаків»

## Результати досудового розслідування
Досудовим розслідуванням встановлено, що посадові особи МВС за попередньою змовою з суб'єктами господарської діяльності вчинили розтрату ввіреного їм майна при закупівлі 6000 рюкзаків для потреб бійців у зоні АТО. За результатами застосування переговорної процедури МВС України закупило рюкзаки у ТОВ «Дніпровенд».
У переможців відсутнє необхідне обладнання, кваліфіковані працівники, наявність документального підтвердженого досвіду виконання аналогічних договорів, а закупівля була здійснена за завищеними цінами. Вибір вказаних переможців відбувся за особистого втручання колишнього заступника Міністра внутрішніх справ Сергія Чеботаря.
За інформацією досудового розслідування товар також не був поставлений вчасно і до того ж не відповідав вимогам, встановленим МВС, внаслідок чого державі було завдано збитків в розмірі понад 14 млн гривень.

## Оцінки та коментарі
Депутат Сергій Лещенко від партії Блок Петра Порошенка:
|  | Ця афера з «рюкзаками Аваковим» — це класична корупційна історія, яких відбувається тисячі на рік по всьому світу. Син міністра отримує замовлення міністерства пошити рюкзаки. Гроші виводять через конвертаційний центр. Рюкзаки за параметрами виходять на третину менше заявленого розміру і гірші за якістю. У підсумку — сина міністра затримують. Що сталося б у Німеччині, Італії чи навіть Польщі? Увечері того ж дня міністр оголосив би про відставку. Партія, яка делегувала його у владу, вибачалася б перед народом. Що відбувається в Україні? Міністр привертає поліцію і Національну гвардію заважати проведенню слідчих дій. Чи загрожує приборкати НАБУ. |

Він також зазначив, що рюкзаки виявилися не 60-літровими, а 40-літровими, з матеріалів, які промокали та горіли.

### Анонімні джерела
Анонімне джерело «Української правди» в НАБУ зазначає, що справа негативно позначиться на співпраці МВС та НАБУ:
|  | Єдині, з ким ми [НАБУ] не воювали, був Аваков і його міністерство. Крім того, вони серйозно допомагали нам в оперативній роботі — номери прикриття й інші речі Аваков закривав. Коли було затримання Насірова, то саме міністр дав машину «швидкої», бо інші відмовилися. А тепер виходить, що ми воюємо з усіма, ми в цій історії втратили останнього союзника. |

У зв'язку з розміром рюкзаків джерело «Української правди» наближене до Арсена Авакова зазначає, що НАБУ просто врахували об'єм лише головного відділу рюкзаків не врахувавши кишені.
Також анонімний співрозмовник вказав на те, що НАБУ саме замовило спортивні костюми у Володимира Литвина, якого вони затримали у справі рюкзаків, на суму 204 540 гривень.